# Школа имени 10-летия Октября
Школа имени 10-летия Октября — первая школа, построенная в Ленинграде в советский период по проекту архитекторов А. С. Никольского и А. В. Крестина на углу проспекта Стачек и улицы Гладкова (пр. Стачек, 11/5). Открыта 7 ноября 1927 года — в десятую годовщину Октябрьской революции. В настоящий момент носит название лицея № 384 Кировского района Санкт-Петербурга.
Здание школы на 1000 учеников возводилось одновременно с жилмассивом на Тракторной улице и было призвано замкнуть её перспективу с противоположной стороны проспекта Стачек. Его можно считать самым ранним осуществлённым проектом конструктивизма. Композиция построена на контрасте прямо- и кривоугольных разновысоких объёмов, здание отчётливо функционально, но несёт и печать экспрессионизма, отражая революционную символику — план сооружения уподоблен серпу и молоту. Проект был разработан с учётом нового лабораторно-бригадного метода обучения (с разделением классов на малые группы), который должен был стимулировать активность и самостоятельность школьников. Были оборудованы различные кабинеты, лаборатории, мастерские и даже обсерватория. Четырёхэтажный дугообразный корпус предназначался для старших классов, трёхэтажный прямоугольный вдоль проспекта Стачек — для младших, а в пятиэтажном корпусе с закруглённым торцом вдоль улицы Гладкова разместились крупные помещения: столовая, актовый и читальный залы. Спортивный зал вынесен в небольшой блок с отдельным входом с тыльной стороны здания. Близкий вариант планировки был применён при постройке ещё одной школы — на проспекте Металлистов, 119 (1935, архитектор В. И. Печнев).

## История школы

### Первые годы
При открытии школе был дан № 68 и присвоено имя 10-летия Октябрьской революции. В первые годы здесь побывали делегации различных стран, писатели Максим Горький и Анри Барбюс, оставившие свои отзывы в Книге почётных посетителей:
Прекрасные впечатления вызывает эта школа. Хорошо убедиться в том, что рабочий класс не жалеет сил и средств для того, чтобы дети выросли душой и телом «новыми людьми».М. Горький
3десь одновременно проводятся образование общее и техническое, воспитание общественное и политическое с обилием средств, которые доступны в Западных странах только детям богачей. Дети и молодежь Союза будут хорошо вооружены, чтобы продолжать, совершенствовать и расширять революционное дело своих отцов.А. Барбюс
Шефство над школой взяли рабочие Путиловского завода. Первым директором был назначен бывший рабочий-путиловец Георгий Васильевич Алексеев. Практически с первого года работы школы открылось множество кружков, в основном технических. Ученики школы самостоятельно собрали трактор.

### Война и блокада
23 июня 1941 года один из этажей школы превратился в военкомат, и была начата подготовка детей к эвакуации. В окнах поставили зенитные орудия, на чердаке — бочки с песком для тушения бомб-«зажигалок». На четвёртом этаже был размещён военно-учебный пункт, на третьем был военкомат, и лишь второй этаж был предоставлен детям для учёбы. Около школы строились оборонительные сооружения: окопы, противотанковые «ежи», мешки с песком — школа находилась в прифронтовой полосе. Ученики десятых классов ушли на фронт, восьмые-девятые классы возглавили команды МПВО. В школе, как и во всём Ленинграде, не было света, не работали отопление и водопровод, но, по воспоминаниям Н. Н. Красновской, «несмотря на холод, во время войны в школе не сожгли ни одной книги». Чтобы пройти через военные патрули, ученикам были выданы специальные пропуска. 23 сентября 1943 года несколько снарядов попало в стену столовой, но ущерб был невелик — пострадали лишь книги районной библиотеки, лежавшие на первом этаже. В это время школа оставалась единственной действующей в районе. Ученики выступали в воинских частях с концертами, шефствовали над госпиталями, вязали воинам носки, шарфы, рукавицы, шили кисеты, сумели собрать деньги на танк, за что получили благодарственную телеграмму от И. В. Сталина. В 1942—1943 годах учителя и ученики ещё дважды собирали деньги на постройку танковой колонны «Защитник Ленинграда». Школьники не только учились, но и работали: пилили дрова, носили воду, ухаживали за малышами. Старшеклассницы ходили по квартирам, искали детей, у которых умерли родители, и устраивали их в детские сады и дома, летом вместе с учителями выращивали овощи во дворе школы, работали в подсобном хозяйстве. Более 20 учеников погибли на фронтах Великой Отечественной войны, трое стали Героями Советского Союза. Именем Виталия Фёдоровича Белоусова названа улица в Кировском районе.

### Школа — гимназия — лицей
В 1988 году в школе открылись классы с углублённым изучением математики, информатики и предметов художественно-эстетического цикла, в 1990 году — классы с углублённым изучением английского языка со второго класса, вводится краеведческий компонент образования, в 1992 году начали работу группы развития для дошкольников. С 1993 года школа становится экспериментальной площадкой по обработке проекта школы-гимназии. Начинается эксперимент по преподаванию информатики и логики в младших классах. В 1994 году открывается музыкальный класс. В 1995 году школа получает статус школы-гимназии «Гармония». В 1998 году школе был присвоен статус лицея. В 2006 году школа получила статус Городского ресурсного центра по гражданско-правовому образованию.
В 2007 году в здании был проведён капитальный ремонт.